# In the Heights
In the Heights est une comédie musicale avec musique et paroles de Lin-Manuel Miranda et un livret de Quiara Alegría Hudes. L'histoire se déroule sur trois jours, impliquant des personnages du quartier, majoritairement dominicain, de Washington Heights à New York.
Après un rodage en 2005 à Waterford, Connecticut et son passage Off-Broadway en 2007, le spectacle ouvre à Broadway en mars 2008. Il a été nommé pour treize Tony Awards et en a remporté quatre, dont celui de la meilleure comédie musicale 2008, meilleure musique originale et meilleure chorégraphie. 
La comédie musicale est adaptée au cinéma en juin 2021.

## Synopsis

### Acte 1
Alors que le soleil se lève le jour le plus chaud de l'été, Usnavi de la Vega, propriétaire d'une petite bodega à Washington Heights, chasse un petit vandale, Graffiti Pete, avant de présenter au public le coin où il vit et certains de ses nombreux habitants : Abuela Claudia, une figure matriarcale qui a contribué à élever Usnavi entre autres ; Le jeune cousin paresseux d'Usnavi, Sonny, qui aide à diriger la bodega ; Daniela et Carla, qui dirigent le salon local ; Kevin et Camila Rosario, qui dirigent la société de taxis (In the Heights). Alors que la journée commence, la fille des Rosarios, Nina, rentre à la maison après sa première année à l'Université de Stanford. Souvent considérée comme "celle qui a réussi" et la fierté du coin, Nina redoute de dire à ses parents et voisins la vérité sur son retour à la maison : qu'elle a abandonné Stanford parce qu'elle a dû cumuler deux emplois pour maintenir ses frais de scolarité, ce qui lui a finalement fait avoir de mauvaises notes et perdre sa bourse (Breathe). Alors qu'elle essaie de trouver ses parents pour leur annoncer la nouvelle, elle rencontre Benny, le meilleur ami d'Usnavi et un employé de Kevin qui a été temporairement laissé en charge de l'envoi pendant que Kevin cherche à résoudre un problème financier. Ayant clairement des sentiments romantiques latents l'un pour l'autre, Benny et Nina se reconnectent (Benny's Dispatch). Ailleurs, Vanessa, une employée de Daniela au salon (et dont Usnavi était amoureux depuis longtemps),rêve de pouvoir un jour quitter ce quartier et d'aller s'installer à West Village (It Won't Be Long Now). Pendant qu'elle est en pause au salon, Sonny lui demande de sortir avec Usnavi et elle accepte ; Usnavi se réjouit de son succès, mais craint que Vanessa l'oublie, lui et le reste de la communauté, lorsqu'elle déménagera.
Nina retrouve ses parents et est finalement obligée de révéler qu'elle a abandonné. Ses parents sont abasourdis par cette révélation (ainsi que sa malhonnêteté) et Kevin est dévasté de ne pas avoir pu subvenir aux besoins de sa famille, craignant d'avoir poursuivi le cycle entamé par son père, un pauvre fermier (Inútil) . Nina s'échappe du salon pour chercher du réconfort auprès de Vanessa, mais Daniela et Carla insistent pour la relooker et la soumettre à leurs ragots sur les événements du quartier, en particulier sur les intérêts amoureux respectifs de Nina et Vanessa (No Me Diga). L'attention se tourne une fois de plus vers Nina et ses succès, obligeant Nina à révéler une fois de plus la vérité sur Stanford et à partir exaspérée.
Alors qu'Usnavi ferme sa boutique, lui, Benny, Sonny et Graffiti Pete découvrent que la bodega a vendu un billet de loterie gagnante d'une valeur de 96 000 $. Eux et bientôt le reste du bloc commencent à fantasmer sur ce qu'ils feraient s'ils gagnaient la petite fortune (96 000). Alors que le calme revient, Abuela Claudia s'assoit pour nourrir les oiseaux et se remémore son enfance à Cuba et sa vie dans une pauvreté relative, et les événements qui l'ont amenée là où elle est aujourd'hui. Avec des larmes de gratitude, elle révèle qu'elle détient le billet de loterie gagnant et remercie ses années de patience et de foi pour lui avoir apporté cette fortune (Paciencia y Fe). Ailleurs, Nina trouve du réconfort en Benny, qui l'emmène faire une promenade au coin de la rue et se souvient avec elle, lui rappelant son enfance et sa maison. Nina exprime ses doutes sur sa propre valeur à Benny, mais il la rassure qu'elle est destinée à la grandeur (When You're Home). Alors qu'ils se dirigent vers la maison de Nina pour le dîner, le Piragua Guy local continue sa journée à vendre des piraguas à travers la chaleur intense et en concurrence avec Mister Softee (Piragua).
Kevin et Camila accueillent Nina, Benny, Usnavi, Vanessa et Abuela Claudia pour un dîner où Kevin fait une annonce : il a vendu le service de voiture pour payer les frais de scolarité de Nina. Nina et Camila sont choquées, mais Benny, qui rêvait depuis longtemps de reprendre le service automobile, est indigné et confronte Kevin sur sa décision. Kevin insiste sur le fait que Rosario's est une entreprise familiale et que Benny ne sera jamais une famille ; Benny part et Nina, refusant d'accepter l'argent, le suit. Usnavi arrive bientôt dans un club local pour son rendez-vous avec Vanessa, mais est trop nerveux et distant, ce qui conduit Vanessa à danser avec d'autres gars pour le rendre jaloux ; Usnavi trouve bientôt son propre partenaire de danse et tente à son tour de rendre Vanessa jalouse. Nina suit Benny au club pour s'excuser de la décision de son père, mais Benny, déjà ivre, la dégage avec colère (The Club). Les tensions montent dans le club alors que les deux couples font face à leur propre jalousie, aboutissant à Benny frappant un homme dansant avec Nina, provoquant une bagarre. Soudain, une panne d'électricité survient dans toute la ville en raison de la chaleur et de l'humidité intenses. Le quartier sombre dans le chaos alors qu'Usnavi et Vanessa, ainsi que Benny et Nina, tentent désespérément de se retrouver. Sonny et Graffiti Pete, craignant les pillards, déclenchent des feux d'artifice pour distraire les voleurs potentiels ainsi que pour éclairer le chemin de tous les autres. Usnavi retrouve Abuela Claudia, qui lui montre ses gains de loterie, et Benny et Nina se retrouvent au milieu du chaos, et malgré les disputes initiales, s'embrassent finalement (Blackout).

### Acte 2
Nina et Benny passent la nuit ensemble dans l'appartement de Benny alors que Kevin la cherche toute la nuit ; Benny s'inquiète de ce que Kevin dira de leur relation, mais est heureux d'être enfin avec elle (Sunrise). Dans la rue, Usnavi, dont la bodega a été pillée, se réunit avec Abuela Claudia pour discuter de ce qui va se passer avec l'argent. Abuela Claudia décide de donner à Sonny et Usnavi chacun un tiers de l'argent et exhorte Usnavi à l'utiliser pour réaliser son rêve de toujours de retourner chez lui en République dominicaine. Alors qu'Usnavi partage quelques doutes, il décide finalement de partir (Hundreds of Stories). Nina rentre finalement chez elle pour trouver ses parents inquiets pour elle, et Kevin s'énerve quand il apprend qu'elle était avec Benny, désapprouvant leur relation parce que Benny n'est pas latino. Nina et Kevin se disputent bruyamment avant que Camila n'intervienne, critiquant à la fois Kevin pour avoir expulsé Benny et Nina pour ne pas rentrer à la maison. Elle les exhorte à se réunir et à régler les choses en famille (Enough).
Alors que le quartier fait face à sa frustration face à la chaleur et à la panne d'électricité, Daniela les exhorte à dissiper la négativité et à rassembler suffisamment d'énergie pour une fête de quartier. Alors que le bloc commence à tirer le meilleur parti d'une mauvaise situation à contrecœur, Daniela conduit la foule à se moquer de Vanessa pour ne pas avoir réalisé les sentiments d'Usnavi pour elle ainsi que Benny pour sa confiance avec Nina la nuit précédente. Usnavi émerge bientôt et annonce la victoire d'Abuela Claudia à la loterie ainsi que leur vol pour la République dominicaine le lendemain. Vanessa est visiblement bouleversée par son départ, tout comme Sonny, qui a longtemps eu le béguin pour Nina et dont le seul proche parent est Usnavi.
Alors qu'ils continuent à danser et à célébrer, une Nina visiblement bouleversée arrive et tire Usnavi hors de la scène. Kevin fait une annonce au sujet de la dépêche : Abuela Claudia est décédée subitement (Atención). Usnavi tient un mémorial impromptu pour Abuela Claudia, révélant qu'elle est morte "d'une combinaison de stress et de chaleur", et bientôt Nina mène tout le bloc en chantant les louanges d'Abuela (Alabanza). Ensuite, Usnavi et Nina parcourent les vieilles photographies d'Abuela pour se remémorer. Nina commence à se souvenir du rôle central qu'Abuela Claudia a joué dans son éducation et sa motivation, et à la mémoire d'Abuela, elle décide d'accepter l'argent de ses parents et de réessayer l'université, retournant à Stanford à la fin de l'été (Everything I Know). Alors que Vanessa se prépare à déménager, Daniela lui donne une dernière nouvelle : Usnavi a convaincu Daniela de cosigner le bail de Vanessa pour son nouvel appartement (No Me Diga (Reprise)). Alors que la panne se poursuit, le Piragua Guy se réjouit de l'effet de la chaleur sur son entreprise (Piragua (Reprise)).
Accablée par son acte aimable, Vanessa rend visite à Usnavi agité alors qu'il nettoie la bodega et flirte avec lui, lui offrant une bouteille de champagne. Elle suggère tranquillement à Usnavi distrait qu'il devrait rester dans le quartier, craignant que s'il part, elle ne le reverra jamais, mais Usnavi, débordé, rejette fermement cela. Vanessa l'embrasse avant de partir, déplorant qu'elle ait été trop tard pour réaliser ses sentiments pour lui (Champagne). Alors que Nina informe Benny de sa décision, ils acceptent de passer l'été ensemble avant de poursuivre une relation à distance lorsqu'elle retourne à l'école ; Benny réaffirme sa foi en elle et ils promettent de penser l'un à l'autre chaque jour pendant qu'ils sont séparés (When The Sun Goes Down). Benny affronte Kevin pour une dernière fois, insistant sur le fait qu'il était toujours là pour lui alors que Kevin ne faisait jamais la même chose. Alors que la nuit se termine, Sonny s'approche de Graffiti Pete avec une proposition secrète, ce que Pete accepte.
Le lendemain matin, le quartier a visiblement changé : le panneau de service de voiture au-dessus du bâtiment des Rosarios a été enlevé et la grille devant la bodega est toujours ouverte. Alors qu'Usnavi joue les anciens disques d'Abuela Claudia, il accepte le fait que le virage est sur le point de changer et se demande si quelqu'un remarquera qu'il est parti à long terme. Avant de partir, Sonny s'approche de lui et, après avoir réparé la grille de la bodega, la tire vers le bas, révélant un graffiti mural d'Abuela Claudia peint par Pete. En voyant la peinture murale, Usnavi a une révélation et charge Sonny et Graffiti Pete d'informer le quartier de sa décision de rester. Alors qu'il réfléchit à son rôle de conteur du quartier, Usnavi réfléchit à un futur potentiel avec Vanessa alors qu'il s'efforce de faire en sorte que l'héritage de sa famille reste dans les mémoires et accepte ce coin comme sa véritable maison (Finale).

## Numéros musicaux
| Acte I - In the Heights — Usnavi et la compagnie - Breathe — Nina et la compagnie - Benny's Dispatch — Benny and Nina - It Won't Be Long Now — Vanessa, Usnavi et Sonny - Inútil (Useless) — Kevin - No Me Diga (You Don't Say)— Daniela, Carla, Vanessa et Nina - 96,000 — Usnavi, Benny, Sonny, Vanessa, Daniela, Carla, Graffiti Pete et la compagnie - Paciencia y Fe (Patience and Faith) — Abuela Claudia et la compagnie - When You're Home — Nina, Benny et la compagnie - Piragua — Piragua Guy - Siempre (Always) — Camila et Bolero Singer † - The Club — la compagnie - Blackout — la compagnie | Acte II - Sunrise — Nina, Benny et l'ensemble - Hundreds of Stories — Abuela Claudia et Usnavi - Enough — Camila - Carnaval del Barrio — Daniela et la compagnie - Atención — Kevin - Alabanza — Usnavi, Nina et la compagnie - Everything I Know — Nina - No Me Diga (Reprise) — Daniela, Carla et Vanessa † - Piragua (Reprise) — Piragua Guy - Champagne — Vanessa et Usnavi - When the Sun Goes Down — Nina et Benny - Finale — Usnavi et la compagnie |

† Désigne un numéro non inclus sur l'enregistrement original.

## Distributions
| Personnage        | Connecticut         | Off-Broadway        | Broadway            | First US tour         | London                    | Kennedy Center     | Japon                 |
| Personnage        | 2005                | 2007                | 2008                | 2009                  | 2015                      | 2018               | 2024                  |
| ----------------- | ------------------- | ------------------- | ------------------- | --------------------- | ------------------------- | ------------------ | --------------------- |
| Usnavi De La Vega | Javier Muñoz        | Lin-Manuel Miranda  | Lin-Manuel Miranda  | Kyle Beltran          | Sam Mackay                | Anthony Ramos      | Sōichi Hirama / Micro |
| Nina Rosario      | Natalie Cortez      | Mandy Gonzalez      | Mandy Gonzalez      | Arielle Jacobs        | Lily Frazer               | Ana Villafañe      | Sara                  |
| Benny             | Christopher Jackson | Christopher Jackson | Christopher Jackson | Rogelio Douglas Jr.   | Joe Aaron Reid            | J. Quinton Johnson | Yūya Matsushita       |
| Vanessa           | Sheena Marie Ortiz  | Karen Olivo         | Karen Olivo         | Yvette Gonzalez-Nacer | Jade Ewen                 | Vanessa Hudgens    | Erika Toyohara        |
| Abuela Claudia    | Doreen Montalvo     | Olga Merediz        | Olga Merediz        | Elise Santora         | Eve Polycarpou            | Saundra Santiago   | Rika Tanaka           |
| Kevin Rosario     | Rick Negron         | John Herrera        | Carlos Gomez        | Danny Bolero          | David Bedella             | Rick Negron        | Katsumi Toi           |
| Camila Rosario    | Nancy Ticotin       | Priscilla Lopez     | Priscilla Lopez     | Natalie Toro          | Josie Benson              | Blanca Camacho     | Mao Ayabuki           |
| Sonny             | Robin de Jesús      | Robin de Jesús      | Robin de Jesús      | Shaun Taylor-Corbett  | Cleve September           | Mateo Ferro        | Souto Arima           |
| Daniela           | Monica Salazar      | Andréa Burns        | Andréa Burns        | Isabel Santiago       | Victoria Hamilton-Barritt | Eden Espinosa      | Eliana Silva          |
| Carla             | Janet Dacal         | Janet Dacal         | Janet Dacal         | Genny Lis Padilla     | Sarah Naudi               | Arianna Rosario    | Marika Dandoy         |
| Graffiti Pete     | Matt Saldivar       | Seth Stewart        | Seth Stewart        | Jose-Luis Lopez       | Antoine Murray-Straughan  | Virgil Gadson      | KAITA                 |
| Piragüero         | Matt Saldivar       | Eliseo Román        | Eliseo Román        | David Baida           | Vas Constanti             | Eliseo Roman       | MARU                  |

## Production
Lin-Manuel Miranda a écrit le premier projet de In the Heights en 1999 au cours de sa deuxième année d'université. Après que le spectacle ait été accepté par la compagnie de théâtre étudiante Second Stage de l'Université Wesleyenne, Miranda a ajouté « du rap freestyle ... des bodegas et des numéros de salsa ». Il a été joué du 27 au 29 avril 2000 dans une version en un acte de 80 minutes. Après avoir vu la pièce, deux seniors wesleyens et deux anciens, John Buffalo Mailer, Neil Patrick Stewart, Anthony Veneziale et Thomas Kail, se sont approchés de Miranda pour lui demander si la pièce pouvait être reprise en vue d'une production à Broadway. En 2002, Miranda a travaillé avec le réalisateur Kail et a écrit cinq versions distinctes de In the Heights. Quiara Alegría Hudes a rejoint l'équipe en 2004.

### Essais du Connecticut (2005) et de Broadway (2007)
Une nouvelle version de In the Heights a été présentée à la National Music Theatre Conference au Eugene O'Neill Theatre Centre à Waterford, Connecticut entre le 23 juillet et le 31 juillet 2005, mis en scène par Thomas Kail et avec le directeur musical Alex Lacamoire,. Le casting comprenait Natalie Cortez, Janet Dacal, Robin De Jesus, Huey Dunbar, Christopher Jackson, Doreen Montalvo, Javier Muñoz, Rick Negron, Sheena Marie Ortiz, Matt Saldivar, Monica Salazar et Nancy Ticotin.
La comédie musicale a ensuite débuté au 37 Arts Theatre Off-Broadway, du 8 février 2007 au 15 juillet 2007. Mise en scène par Thomas Kail, avec une chorégraphie d'Andy Blankenbuehler et une direction musicale par Alex Lacamoire, elle a été produite par Jill Furman, Kevin McCollum, Jeffrey Seller et Sander Jacobs. La production Off-Broadway a été nommée pour neuf Drama Desk Awards, en remportant deux, ainsi qu'en remportant le Outer Critics 'Circle Award for Outstanding Musical.

### Broadway (2008-2011)
La comédie musicale créée sur Broadway, commence son rodage le 14 février 2008, avec une ouverture officielle le 9 mars 2008, au Richard Rodgers Theatre. La production de Broadway a de nouveau été mise en scène et chorégraphiée par Kail et Blankenbuehler. L'équipe créative comprenait la scénographie d'Anna Louizos, la conception de costumes par Paul Tazewell, la conception d'éclairage par Howell Binkley, la conception sonore par Acme Sound Partners, les arrangements et orchestrations par Alex Lacamoire et Bill Sherman, et la coordination musicale par Michael Keller.
Les producteurs ont annoncé le 8 janvier 2009 que le spectacle avait récupéré son investissement de 10 millions de dollars après 10 mois d'exploitation. L'enregistrement du spectacle est sorti le 3 juin 2008 par Ghostlight Records et a remporté le Grammy Award du meilleur album de comédie musicale, battant les enregistrements de La Petite Sirène, de Young Frankenstein et des reprises de Gypsy et de South Pacific. La production de Broadway a célébré sa 1000e représentation le 2 août 2010.
La production de Broadway a pris fin le 9 janvier 2011, après 29 avant-premières et 1 184 représentations régulières,. La distribution finale comprenait Lin-Manuel Miranda, Arielle Jacobs, Marcy Harriell, Shaun Taylor-Corbett, Olga Merediz, Andréa Burns, Christopher Jackson, Tony Chriroldes, Priscilla Lopez et Jon Rua (doublure pour les rôles de Usnavi et Sonny pendant la majeure partie de 2010).

### Tournée nord-américaine (2009-2011)
La première tournée nationale de In the Heights a débuté le 27 octobre 2009 à Tampa, en Floride. La comédie musicale s'est déroulée à San Juan, Porto Rico en novembre 2010. Le librettiste Hudes et l'auteur-compositeur-interprète Miranda sont tous deux d'origine portoricaine. La tournée s'est terminée le 3 avril 2011 au Adrienne Arsht Center for the Performing Arts à Miami, en Floride.

### Manille, Philippines (2011)
La première internationale a eu lieu à Manille, aux Philippines, du 2 au 18 septembre 2011. La nouvelle production a été mise en scène par Bobby Garcia et mettait en vedette Nyoy Volante, Ima Castro, K-La Rivera, Felix Rivera, Calvin Millado, Jackie Lou Blanco, Tex Ordoñez, Tanya Manalang, Bibo Reyes et Jay Glorioso.

### Off-West End, Royaume-Uni (2014)
La première britannique de In The Heights a été présentée au Southwark Playhouse du 9 mai au 7 juin 2014. Le casting était composé de Sam Mackay, Christina Modestou, Emma Kingston, David Bedella  et Victoria Hamilton-Barritt, sous la mise en scène de Luke Sheppard.

### Tokyo, Japon (2014 / 2024)
La première japonaise a été jouée dans le Theatre Cocoon de Bunkamura du 9 au 20 avril 2014 et a mis en vedette Yūya Matsushita, Ayaka Umeda, Chihiro Otsuka et Motomu Azaki.
Un revival est programmé en 2024, toujours avec Yūya Matsushita dans le rôle de Bennie. Sōichi Hirama est choisi pour incarner Usnavi.

### Melbourne, Australie (2015)
La première australienne de In The Heights, produit par StageArt, a débuté à Chapel Off Chapel le 20 février et a duré une courte saison de 21 spectacles, se terminant le 8 mars. Mis en scène par James Cutler, direction musicale de Cameron Thomas et chorégraphié par Yvette Lee, avec Stephen Lopez dans le rôle-titre d'Usnavi.

### West End, Royaume-Uni (2015-2017)
In The Heights a été transféré au théâtre de King's Cross, Londres le 3 octobre 2015. La production a été mise en scène par Luke Sheppard, chorégraphiée par Drew McOnie sous la direction musicale de Tom Deering. La production a été nommée pour quatre prix aux Laurence Olivier Awards 2016 : meilleure nouvelle comédie musicale, meilleur chorégraphe de théâtre (Drew McOnie), réalisation exceptionnelle en musique et meilleur acteur dans un second rôle dans une comédie musicale (David Bedella). La production a fermé le 8 janvier 2017 ; avec plusieurs extensions de sa durée limitée initiale de 4 mois. Le spectacle final a été conclu avec des discours par l'acteur Sam Mackay et le producteur Paul Taylor Mills et une apparition surprise par Lin-Manuel Miranda.

### Première espagnole aux États-Unis (2017)
Dirigé et chorégraphié par Luis Salgado, membre de la distribution originale de Broadway, et assistant chorégraphe latin de M. Blankenbuehler, et présenté par le GALA Hispanic Theatre, In The Heights a eu sa première espagnole aux États-Unis en avril 2017. Alors que les versions en langue espagnole de In the Heights ont été produites en Amérique latine, cette production se distingue pour plusieurs raisons : C'est la première version espagnole du spectacle aux États-Unis, c'est la première traduction espagnole sanctionnée et approuvée par Lin-Manuel Miranda, et elle est dirigée et chorégraphiée par Luis Salgado, assistant chorégraphe latin sur la production originale de Broadway In the Heights. La production comprenait des paroles et des scènes en espagnol, avec des éléments de l'anglais original, ainsi qu'une ancre en anglais à travers le personnage de Benny. La production proposait des sous-titres en anglais et en espagnol.
La production a combiné une distribution hispanophone variée de pays tels que la République dominicaine, le Venezuela, l'Espagne, la Colombie, le Pérou, le Mexique, Porto Rico, la Suisse et les États-Unis. Il mettait en vedette Juan Luis Espinal (Usnavi), Verónica Álvarez Robles (Vanessa), Laura Lebrón (Nina), Vaugh Midder (Benny), Scheherazade Quiroga (Daniela), Shadia Fairuz (Camila), Rafael Beato (Sonny), Michelle Ríos (Abuela) Claudia), José Fernando Capellán (Kevin), Gabriella Pérez (Carla), Myriam Gadri (Graffity Pete) et Felix Marchany (Piragua Guy). L'ensemble comprenait: Ximena Salgado, Melinette Pallares, Natalia Raigosa, Amaya Perea, Aaron Cobos, José Ozuna et Hector Flores. La production a remporté 18 nominations au Prix Helen Hayes 2018.

## Récompenses et nominations

### Production originale Off-Broadway
| Année | Récompense             | Catégorie                         | Nomination                       | Résultat   |
| ----- | ---------------------- | --------------------------------- | -------------------------------- | ---------- |
| 2007  | Drama Desk Award       | Outstanding Musical               | Outstanding Musical              | Nomination |
| 2007  | Drama Desk Award       | Outstanding Ensemble Performance  | Outstanding Ensemble Performance | Lauréat    |
| 2007  | Drama Desk Award       | Outstanding Director of a Musical | Thomas Kail                      | Nomination |
| 2007  | Drama Desk Award       | Outstanding Choreography          | Andy Blankenbuehler              | Lauréat    |
| 2007  | Drama Desk Award       | Outstanding Music                 | Lin-Manuel Miranda               | Nomination |
| 2007  | Drama Desk Award       | Outstanding Lyrics                | Lin-Manuel Miranda               | Nomination |
| 2007  | Drama Desk Award       | Outstanding Orchestrations        | Alex Lacamoire et Bill Sherman   | Nomination |
| 2007  | Drama Desk Award       | Outstanding Set Design            | Anna Louizos                     | Nomination |
| 2007  | Drama Desk Award       | Outstanding Sound Design          | Acme Sound Partners              | Nomination |
| 2007  | Clarence Derwent Award | Most Promising Male Performer     | Lin-Manuel Miranda               | Lauréat    |

### Production originale de Broadway
| Année | Récompense               | Catégorie                                           | Nomination                     | Résultat   |
| ----- | ------------------------ | --------------------------------------------------- | ------------------------------ | ---------- |
| 2008  | Tony Award               | Best Musical                                        | Best Musical                   | Lauréat    |
| 2008  | Tony Award               | Best Book of a Musical                              | Quiara Alegría Hudes           | Nomination |
| 2008  | Tony Award               | Best Original Score                                 | Lin-Manuel Miranda             | Lauréat    |
| 2008  | Tony Award               | Best Performance by a Leading Actor in a Musical    | Lin-Manuel Miranda             | Nomination |
| 2008  | Tony Award               | Best Performance by a Featured Actor in a Musical   | Robin de Jesús                 | Nomination |
| 2008  | Tony Award               | Best Performance by a Featured Actress in a Musical | Olga Merediz                   | Nomination |
| 2008  | Tony Award               | Best Direction of a Musical                         | Thomas Kail                    | Nomination |
| 2008  | Tony Award               | Best Choreography                                   | Andy Blankenbuehler            | Lauréat    |
| 2008  | Tony Award               | Best Orchestrations                                 | Alex Lacamoire et Bill Sherman | Lauréat    |
| 2008  | Tony Award               | Best Scenic Design                                  | Anna Louizos                   | Nomination |
| 2008  | Tony Award               | Best Costume Design                                 | Paul Tazewell                  | Nomination |
| 2008  | Tony Award               | Best Lighting Design                                | Howell Binkley                 | Nomination |
| 2008  | Tony Award               | Best Sound Design                                   | Acme Sound Partners            | Nomination |
| 2008  | Grammy Awards            | Best Musical Show Album                             | Best Musical Show Album        | Lauréat    |
| 2009  | Pulitzer Prize for Drama | Pulitzer Prize for Drama                            | Pulitzer Prize for Drama       | Nomination |

### Production originale West End
| Année | Récompense              | Catégorie                                    | Nomination         | Résultat   |
| ----- | ----------------------- | -------------------------------------------- | ------------------ | ---------- |
| 2016  | Laurence Olivier Awards | Best New Musical                             | Best New Musical   | Nomination |
| 2016  | Laurence Olivier Awards | Best Actor in a Supporting Role in a Musical | David Bedella      | Lauréat    |
| 2016  | Laurence Olivier Awards | Best Theatre Choreographer                   | Drew McOnie        | Lauréat    |
| 2016  | Laurence Olivier Awards | Outstanding Achievement in Music             | Lin-Manuel Miranda | Lauréat    |